# Jaapiella rubicundula
Jaapiella rubicundula is een muggensoort uit de familie van de galmuggen (Cecidomyiidae). De wetenschappelijke naam van de soort is voor het eerst geldig gepubliceerd in 1891 door Rübsaamen.